# Aartsbisdom Chicago
Het aartsbisdom Chicago (Latijn: Archidioecesis Chicagiensis, Engels: Archdiocese of Chicago) is een in de Verenigde Staten gelegen rooms-katholiek aartsbisdom met zetel in de stad Chicago. De aartsbisschop van Chicago is metropoliet van de kerkprovincie Chicago waartoe ook de volgende suffragane bisdommen behoren:
- Belleville
- Joliet in Illinois
- Peoria
- Rockford
- Springfield in Illinois

## Geschiedenis

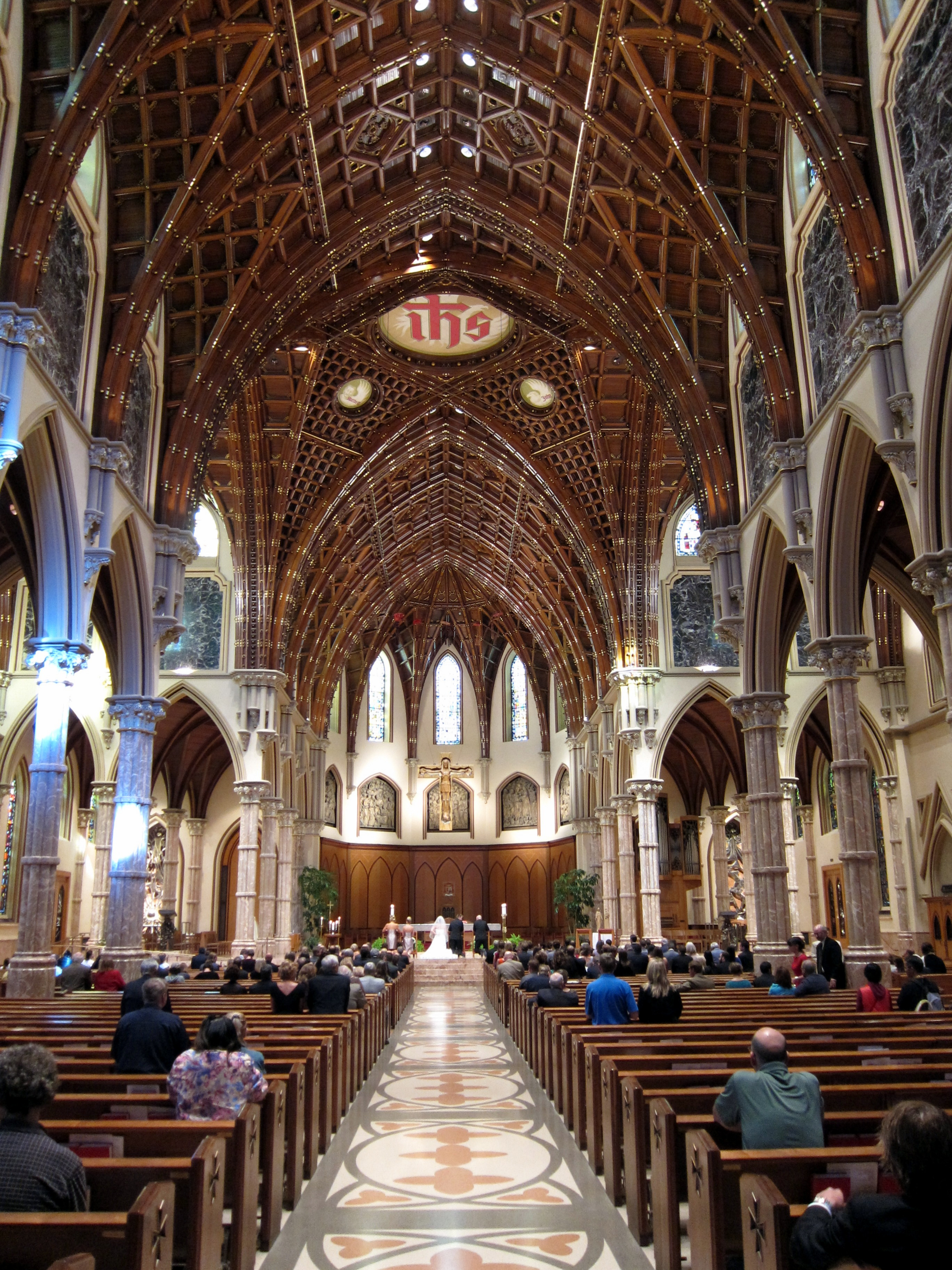
Kathedraal van Chicago

Het bisdom werd opgericht op 28 november 1843 uit gebiedsdelen van de bisdommen Saint Louis en Vincennes. Het werd suffragaan aan het aartsbisdom Saint Louis. Op 29 juli 1853 werd een deel van het bisdom afgestaan voor de oprichting van het bisdom Quincy en op 12 februari 1875 gebeurde dit nogmaals voor de oprichting van het bisdom Peoria. Op 10 september 1880 werd Chicago tot aartsbisdom verheven. Op 27 september 1908 werd een deel van het bisdom afgestaan voor de oprichting van het bisdom Rockford en op 11 december 1948 voor de oprichting van het bisdom Joliet in Illinois.
De aartsbisschop van Chicago wordt traditioneel verheven tot kardinaal.

## Geografie
De kerkprovincie Chicago omvat de staat Illinois. Het aartsbisdom Chicago omvat de volgende county's:
- Cook County
- Lake County

## Economisch
Het bisdom Chicago heeft een aanzienlijk bezit in onder meer vastgoed. De vastgoedportefeuille van het bisdom zou zo'n  2,6 miljard euro waard zijn, maar is hoogstwaarschijnlijk aanzienlijk ondergewaardeerd; de berekening gaat uit van de prijs die betaald is bij aankoop, wat soms een eeuw geleden is gebeurd. Netto bezat het bisdom in 2013 ruim 1,7 miljard euro.

## Bisschoppen van Chicago
- 1843–1848: William J. Quarter
- 1848–1853: Jacob Olivier Van de Velde SJ (vervolgens bisschop van Natchez)
- 1853–1858: Anthony O’Regan
- 1859–1880: James Duggan

### Aartsbisschoppen
- 1880–1902: Patrick Augustine Feehan
- 1903–1915: James Edward Quigley
- 1915–1939: George Mundelein
- 1939–1958: Samuel Stritch (vervolgens pro-prefect van de Congregatie voor de Evangelisatie van de Volkeren)
- 1958–1965: Albert Meyer
- 1965–1982: John Cody
- 1982–1996: Joseph Bernardin
- 1997–2014: Francis George OMI
- 2014-heden: Blase Joseph Cupich